# Franciszek Łukasz Dziewanowski
Franciszek Łukasz Dziewanowski herbu Jastrzębiec (zm. przed 1698 rokiem) – pisarz kamieniecki w latach 1662-1686, rotmistrz królewski,
Poseł sejmiku podolskiego na sejm 1677 roku.